# Karl-Johan Hedqvist
Karl-Johan Hedqvist, född den 18 juli 1917 i Bodarna i Degerfors församling, Västerbottens län, död den 27 december 2009, var en svensk entomolog.

## Karriär
Hedqvists entomologiska bana tog sin början 1939 då han efter folkskola och folkhögskola fick ett arbete i Västerbotten som omfattade fältförsök med skadesinsekter och som leddes av professorerna i entolomologi Ivar Trägårdh och Viktor Butovitsch, båda från Statens skogsforskningsinstitut (senare Skogshögskolan). Sysslan fick han på rekommendation från en jägmästare i trakten som hade uppmärksammat Hedqvists intresse och kunnande om insekter. Hedqvist feriearbete ledde så småningom till en tjänst som fältentomolog vid Statens skogsforskningsinstitut i Stockholm. Han hade då läst in realskolans kurser och kunde avlägga realexamen. 
Arbetet vid Skogshögskolan fortsatte fram till år 1971 då han fick en tjänst inom zoologisk taxonomi för Naturvetenskapliga forskningsrådet. Hedqvist kom genom den tjänsten, som var lokaliserad till Naturhistoriska Riksmuseet, att arbeta med inriktning mot klassificering av parasitsteklar. Det var en tjänst som Hedqvist behöll till pensioneringen år 1984.

## Vetenskaplig gärning
Hedqvists vetenskapliga gärning bestod huvudsak i att upptäcka och beskriva nya arter, med undantag rörde det sig då om olika sorters steklar. Totalt beskrev Hedqvist 240 arter, 66 släkten, fem tribi samt två underfamiljer.
Hedqvist publicerade verk koncentrerades kring olika typer av steklar, från växtsteklar till olika grupper av parasitsteklar och rent geografiskt täcker de in stora delar av världen. Med tiden blev han en erkänd och aktat auktoritet på sitt område, och han har fått fem stekelarter uppkallade efter sig.
Hedqvist utsågs år 1977 till filosofie hedersdoktor vid Uppsala universitet för sitt långa och hängivna arbete för parasitsteklarnas taxonomi.

## Stekelsamling
I sitt arbete för Naturhistoriska Riksmuseet i Stockholm byggde Hedqvist bland annat upp museets ansenliga stekelsamling. Hedqvist hade även en privat stekelsamling, innehållande närmare 100 000 djurexemplar.
Efter Hedqvists bortgång sålde dödsboet den privata samlingen till Natural History Museum i London för att den enligt Hedqvists vilja skulle kunna hållas tillgänglig för internationell forskning. Försäljningen uppmärksammades i media i november 2011, då även en del av Naturhistoriska Riksmuseets samling sålts till det brittiska museet utan att det svenska museet känt till detta. När saken uppdagades återanskaffade Naturhistoriska Riksmuseet de delar av samlingen som tillhörde dem, sammanlagt uppgående till tusentalet djurexemplar.